# Filocles el Vell
Filocles el Vell (en llatí Philocles, en grec antic Φιλοκλη̂ς), fill de Filòpites, fou un poeta tràgic grec nadiu d'Atenes, fill de la germana d'Èsquil. Filocles va guanyar en un concurs a Sòfocles que presentava Èdip Rei l'any 429 aC. De les seves obres només es conserva una línia reproduïda per Ateneu de Nàucratis, i encara ha estat posada en dubte per alguns erudits.
A més segons Aristòtil va escriure una tetralogia de Procne i Filomela sota el títol de "Pandonis" ("les filles de Pandíon)", i una comèdia anomenada Τηρεὺς ἢἔποψ (Tereu el puput), obra que va ridiculitzar Aristòfanes a Els ocells.
Suides diu que era contemporani d'Eurípides i que va compondre un centenar de tragèdies entre les quals:
- Ήριγόνη (Erígone)
- Ναύπλιος (Naupli)
- Οἰδίπους (Èdip)
- Οἰνεύς (Eneu)
- Πρίαμος (Príam)
- Πηνελόπη (Penèlope)
- Φιλοκτήτης (Filoctetes).

El seu fill Mòrsim també va ser poeta a més de metge i oftalmòleg.